# Nationaal park Monfragüe
Het Nationaal Park Monfragüe (Spaans: Parque Nacional de Monfragüe) is een van de vijftien nationale parken van Spanje. Het park bevindt zich in de provincie Cáceres, en het is het enige nationale park van Extremadura.

## Kenmerken
Type habitat:
- Mediterrane vegetatie

Fauna (belangrijkste soorten):
- Vogels: Monniksgier (Aegypius monachus) –286 paartjes, de grootste Europese kolonie–, Spaanse keizerarend (Aquila adalberti) –12 paartjes–, Zwarte ooievaar (Ciconia nigra) –30 paartjes–, Vale gier (Gyps fulvus) –500-600 paartjes–, Oehoe (Bubo bubo), Steenarend (Aquila chrysaetos) –6 paartjes–, Havikarend (Hieraaetus fasciatus) –7 paartjes–, Aasgier (Neophron percnopterus) –35 paartjes–,
- Zoogdieren: Pardellynx (Lynx pardinus)–, Otter (Lutra lutra), Egyptische mangoest (Herpestes ichneumon), Edelhert (Cervus elaphus).

Flora (belangrijkste soorten):
- Quercus rotundifolia, Quercus suber en Quercus faginea subsp broteroi;
- Cistus ladanifer, Cistus salvifolius, Erica sp. en Arbutus unedo;
- Juniperus oxycedrus en Pistacia terebinthus;
- Alnus glutinosa en Celtis australis;
- Olea europaea subsp. sylvestris.

## Afbeeldingen

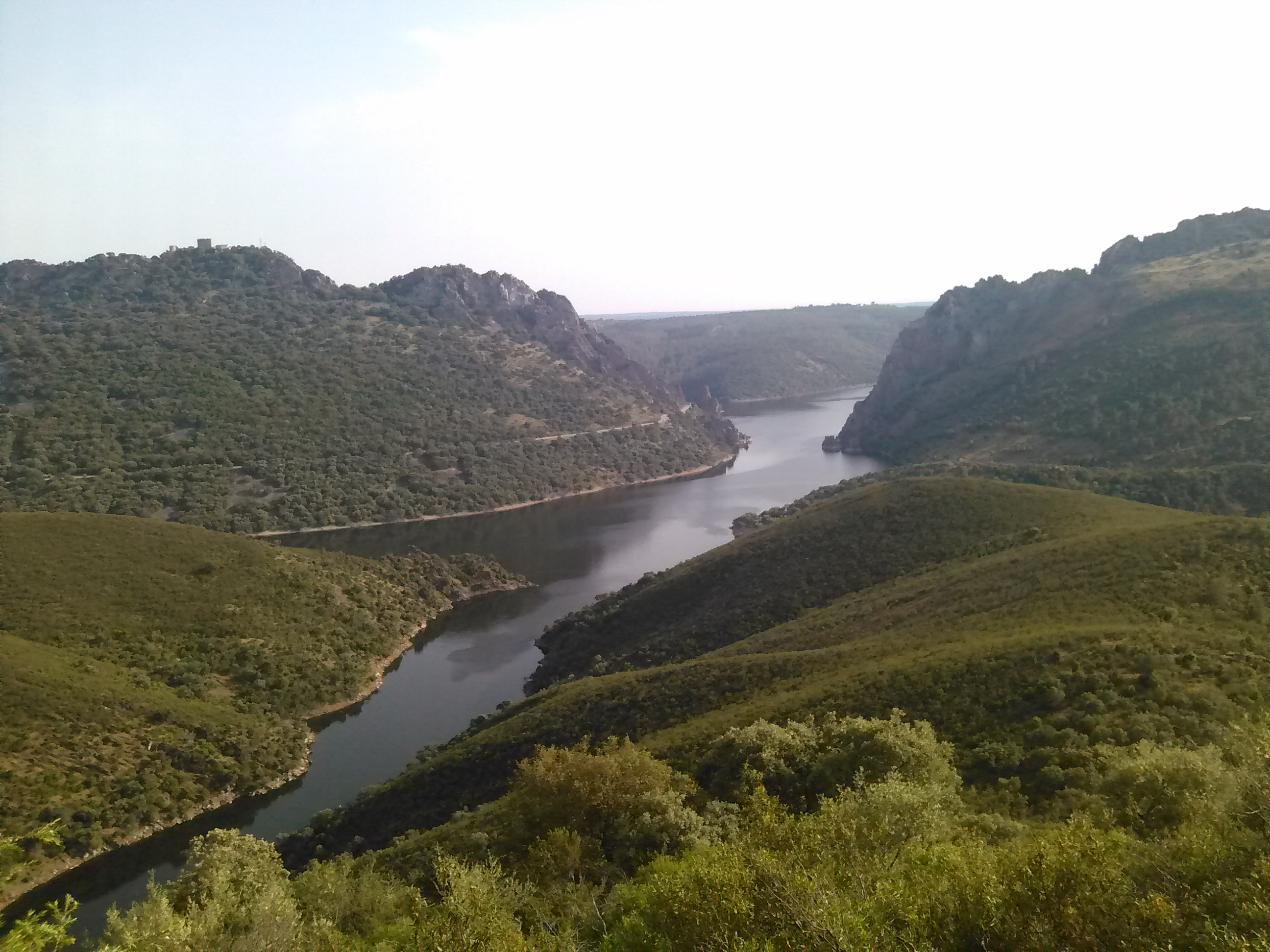
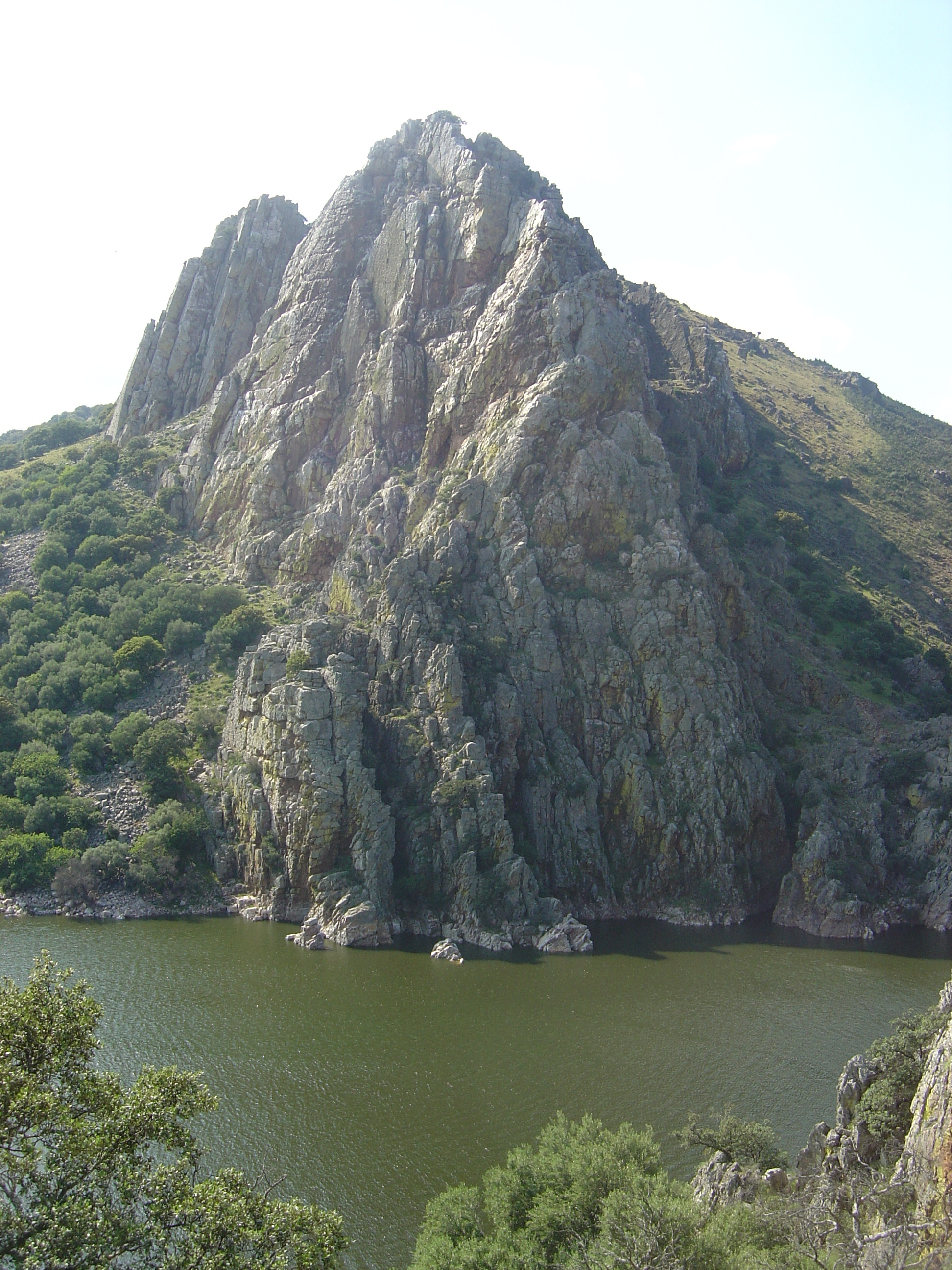
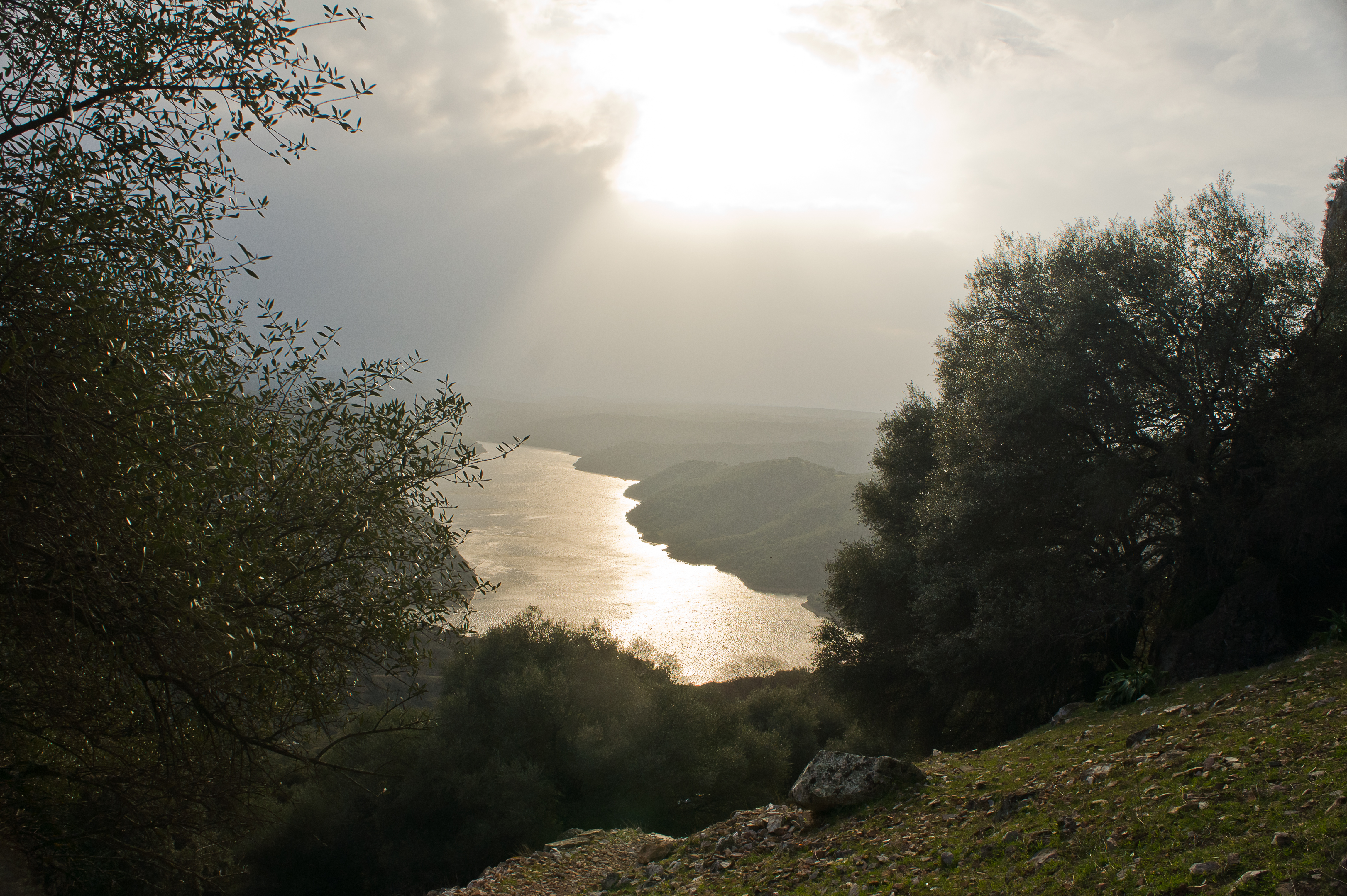
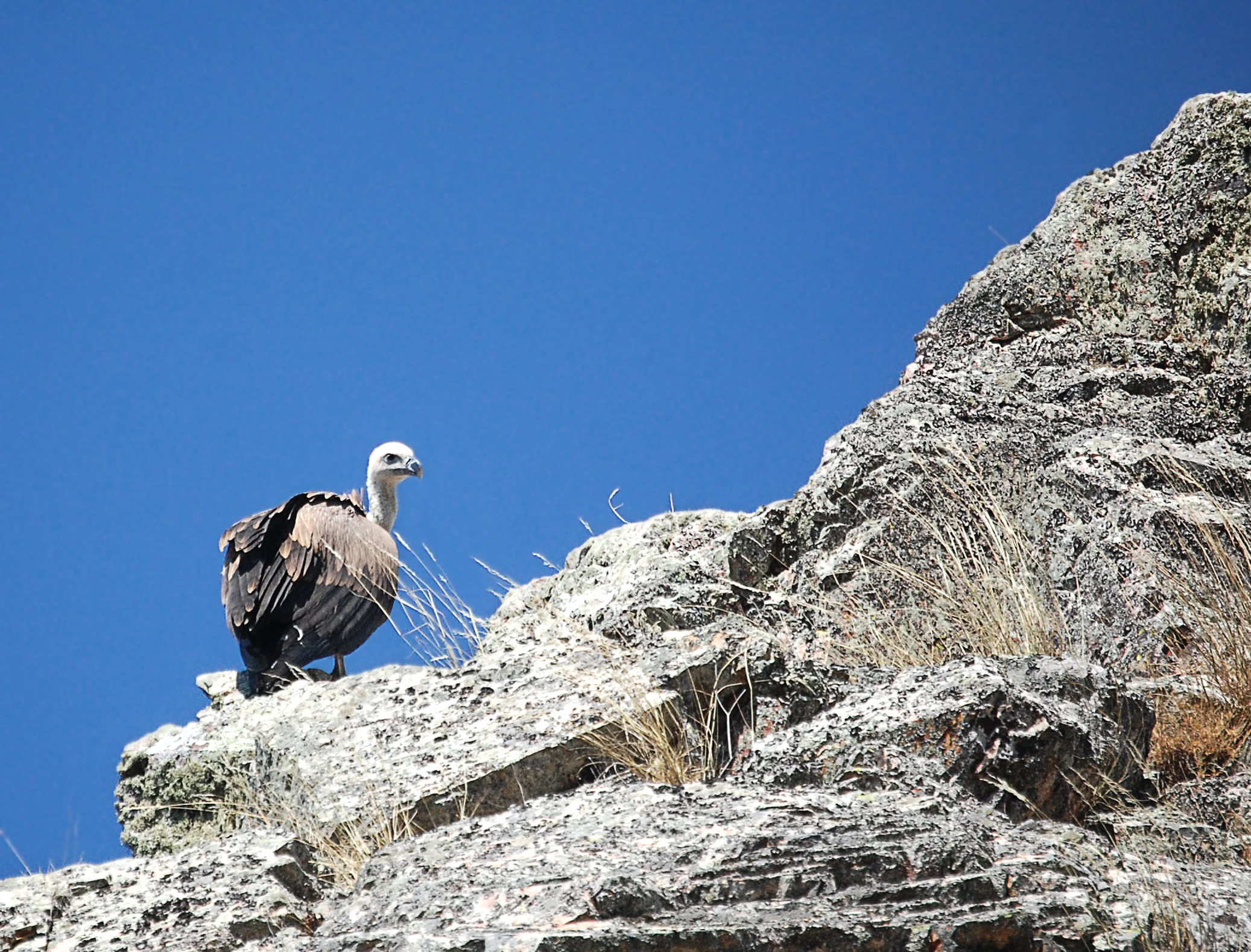
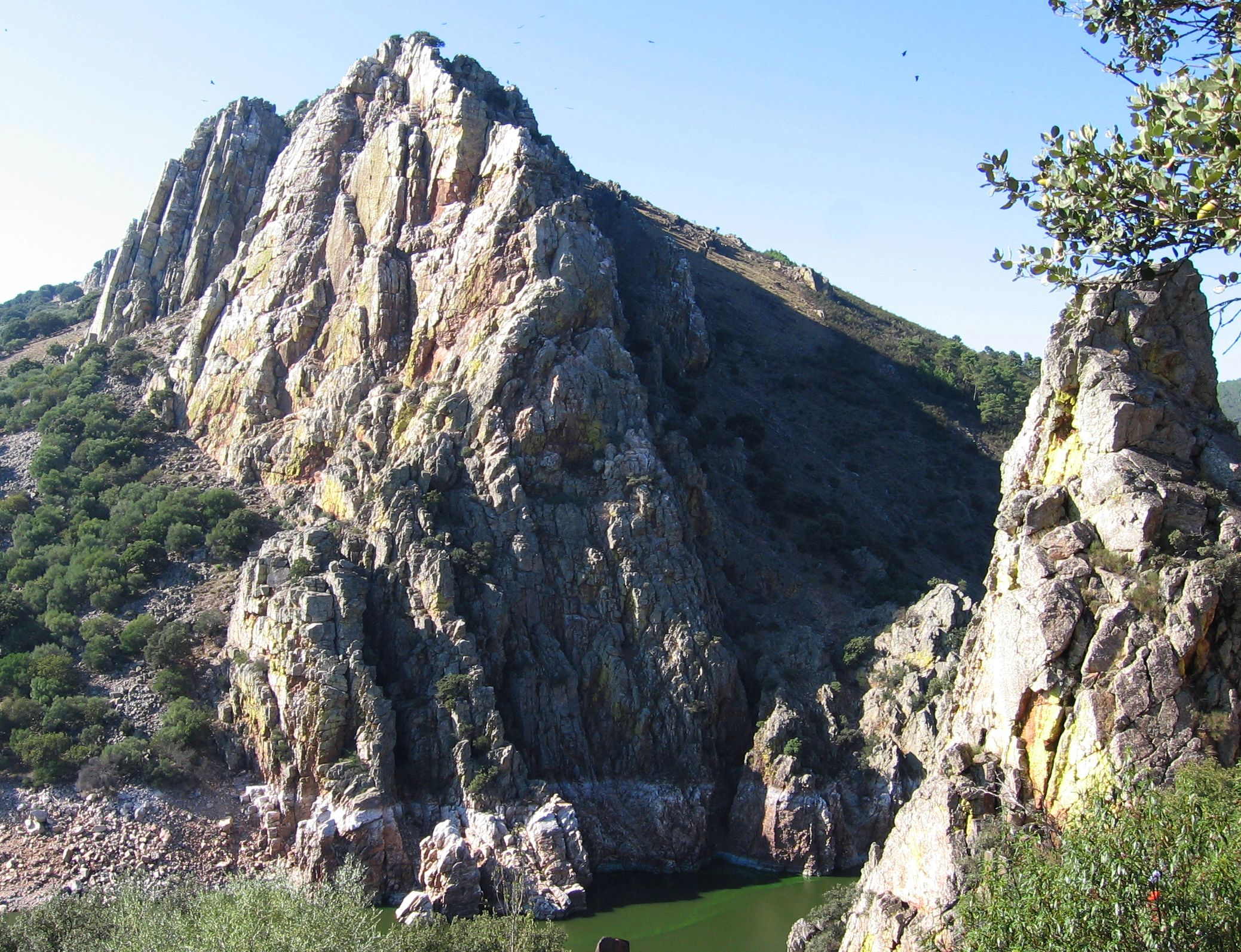
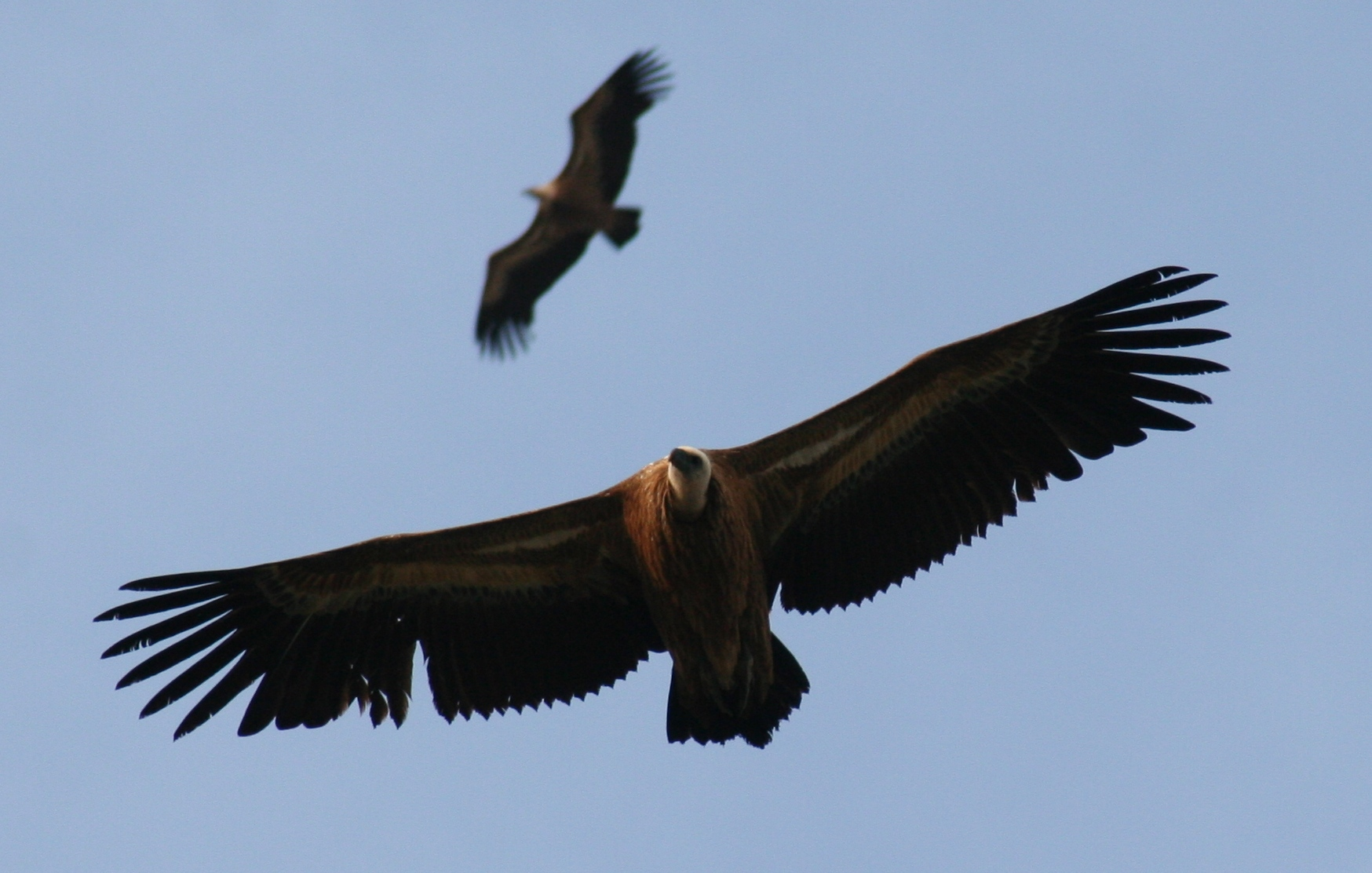
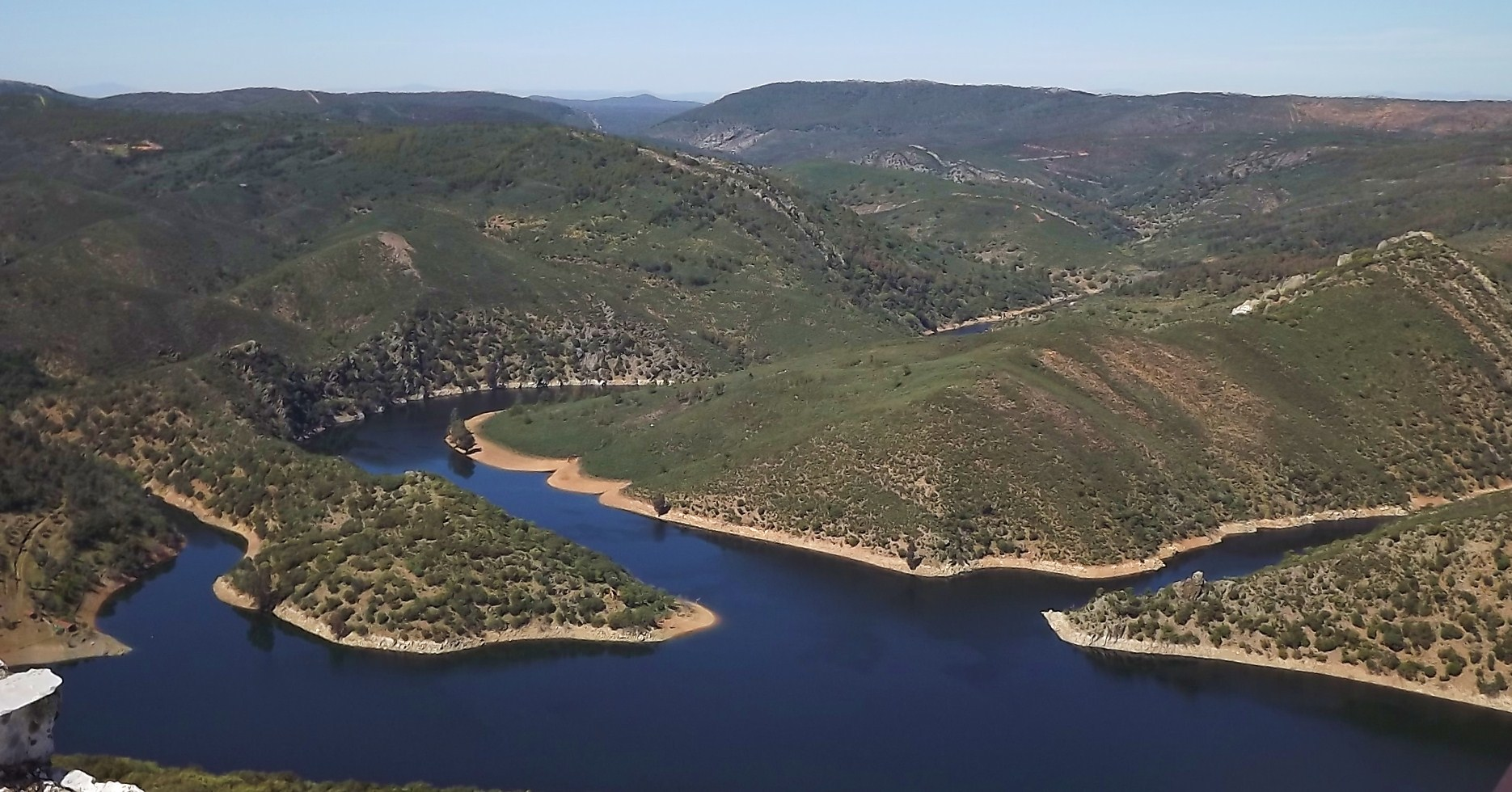
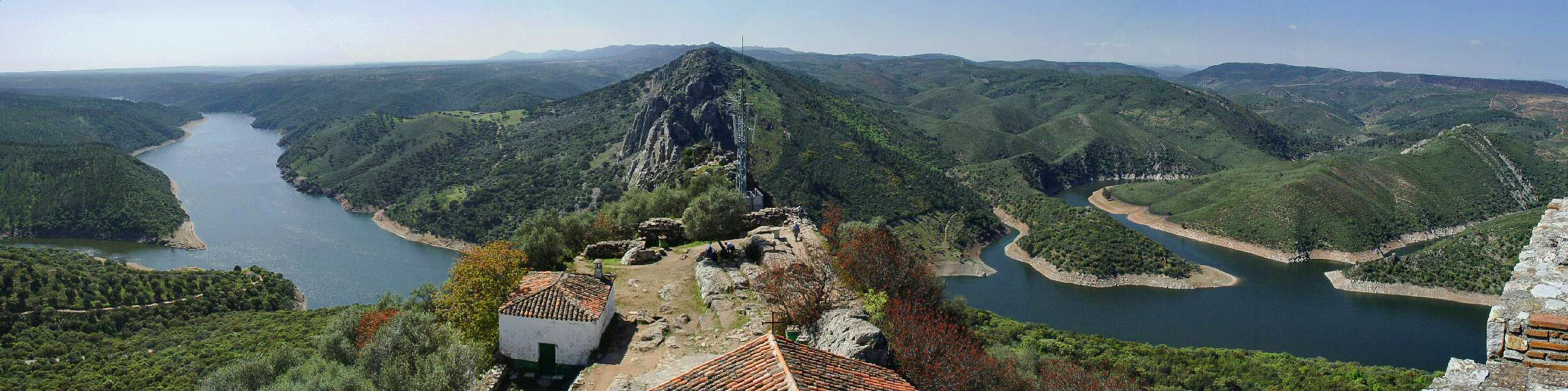